# Karima

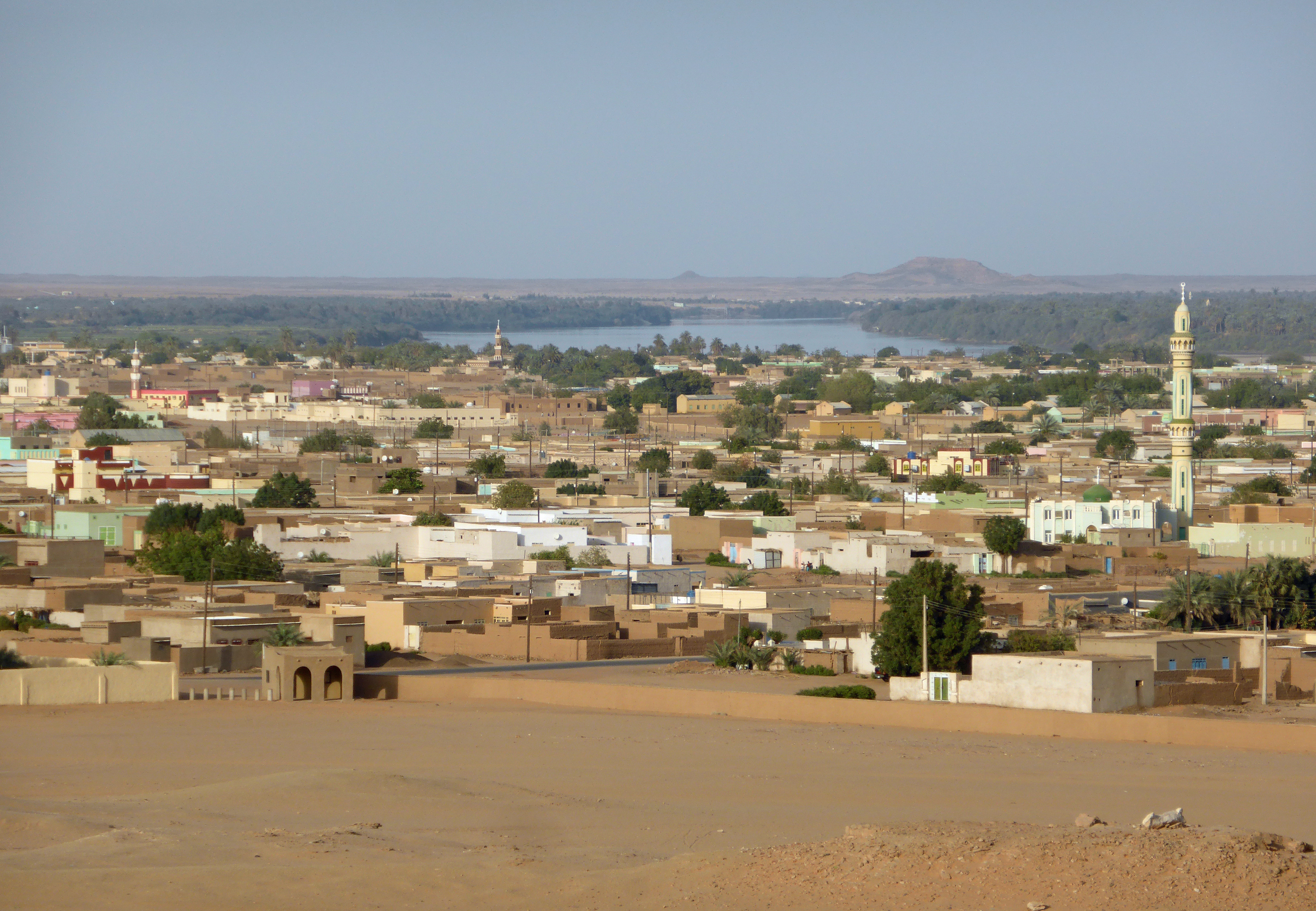
Karima

Karima es una ciudad en el Estado Norte de Sudán, a unos 350 km de Jartum, en la orilla occidental del río Nilo. Al otro lado del río está la pequeña ciudad gemela de Merowe.
Cerca de Karima se encuentran la colina de Gebel Barkal con el templo de Amón y las ruinas de Napata. La tierra alrededor de Karima es un centro de cultivo de dátiles.
Karima tiene un clima desértico cálido (clasificación climática de Köppen BWh).
- Datos: Q1729372
- Multimedia: Karima / Q1729372